# Walker Evans
Walker Evans (3. november 1903 – 10. april 1975) var en amerikansk fotograf, der mest er kendt for sit fotografiske arbejde for The Farm Security Administration (FSA) under depressionen i USA.
Mange af Evans' værker findes i dag i museums-samlinger og han har været udstillet retrospektivt i kendte institutioner som Metropolitan Museum of Art.

## Biografi
Walker Evans blev født ind i en velhaver-familie i Saint Louis, Missouri. Han tog studentereksamen fra Phillips Academy i Andover, Massachusetts. Han studerede litteratur i et år på Williams College før han droppede studierne. Efter at have tilbragt et år i Paris, vendte han tilbage til USA for at blande sig med avantgarden inden for litteratur og billedkunst. John Cheever, Hart Crane, og Lincoln Kirstein var blandt hans venner.
Afskrækket af sværhedsgraden i at skulle skrive stor litteratur besluttede Evans sig for at ty til fotografiet i 1930. I 1933 tog han til Cuba for at fotografere til Carleton Beals dengang kommende bog, The Crime of Cuba. Han fotograferede opstanden mod diktatoren Gerardo Machado. På Cuba mødte Evans i en kort periode Ernest Hemingway.
I 1935 tilbragte Evans to måneder, på fast kontrakt, på en kampagne for The Resettlement Administration (RA) i West Virginia and Pennsylvania. Fra og med oktober fortsatte han med at at lave fotografisk arbejde for RA og senere for The Farm Security Administration (FSA), primært i de sydlige stater.
I sommeren 1936 mens Evans stadig arbejdede for FSA blev han og digteren James Agee sendt til Hale County, Alabama, for at skrive en artikel til Fortune Magazine der senere valgte ikke at bringe historien. I 1941 blev Evans' billeder og James Agees tekst der nøje beskrev deres ophold hos tre hvide daglejer familier i det sydlige Alabama publiceret som den skelsættende bog Let Us Now Praise Famous Men. Den detaljerede beskrivelse af tre bondefamilier maler et stærkt bevægende billede af landlig fattigdom på denne tid.
Kritikeren Janet Malcolm noterede i 1980 i hendes bog: Essays on the Aesthetics of Photography en lighed med Beals bogen og fandt en modsætning mellem en slags vred dissonans i Agess' prosa og den stille, kontrollerede skønhed i Evans' fotografier af de ludfattige daglejere.
De tre familier med Bud Fields, Floyd Burroughs og Frank Tingle i spidsen, boede i byen Akron i Hale County, Alabama. Ejerne af den jord familierne arbejde på, fortalte dem at Evans og Agee var "sovjetiske spioner", selvom Allie Mae Burroughs, Floyds kone under senere interviews huskede at havde behandlet den information som vrøvl. Evans' billeder af familierne gjorde dem til ikoner for fattigdommen og elendigheden under depressionen. Mange år senere fastholdt efterkommere af familierne, at de var blevet portrætteret i et falsk, uskønt lys i Evans' fotografier. I september 2005 besøgte Fortune igen stedet med efterkommere af de tre familier i bladets 75 års jubilæums nummer.

Evans fortsatte med at arbejde for FSA indtil 1938. Det år åbnede udstillingen, Walker Evans: American Photographs på The Museum of Modern Art i New York. Dette var den første solo-udstilling for en fotograf på dette museum. Kataloget indeholdt et akkompagnerende essay af Lincoln Kirstein som Evans havde lært at kende i sine første år i New York.
I 1938 tog Evans også sine første billeder i New Yorks undergrundsbane med et kamera han gemte i frakken. Disse værker blev senere samlet i bogform i 1966 under titlen Many Are Called. I 1938 og 1939 underviste og arbejdede Evans med Helen Levitt.
Evans var en passioneret læser og forfatter og i 1945 blev han skribent på Time Magazine. Kort tid efter blev han redaktør på Fortune magazine og var der indtil 1965. Det år blev han ansat som professor i fotografi på fakultetet for grafiks design på Yale School University of Art.
I 1971, satte Museum of Modern Art atter en udstilling op med Evans' værker med den simple titel Walker Evans.
Evans døde i New Haven, Connecticut i 1975. I 2000 blev han indlemmet i St. Louis Walk of Fame.

## Fodnoter
1. ↑  Walker Evans, by Jeff L. Rosenheim, Maria Morris Hambourg, Douglas Eklund, Mia Fineman (Princeton University Press, 2000) ISBN 0-691-05078-3, ISBN 978-0-691-05078-2
2. ↑  Fortune (Sept. 19, 2005)

- Wikimedia Commons har flere filer relateret til Walker Evans